# Hypervitaminose D
L'hypervitaminose D est la conséquence d'une administration trop importante en vitamine D, que cela soit comme additif alimentaire ou comme médicament.
L'administration de vitamine D à 1 000 µg (40 000 unités)/jour induit des effets toxiques chez le nourrisson en 1 à 4 mois. Chez l'adulte, l'administration de 1 250 µg (50 000 unités)/jour pendant plusieurs mois peut entraîner une intoxication.

## Causes
L'hypervitaminose D ne peut pas être causée par un excès de vitamine D dans l'alimentation ou l'excès d'exposition au soleil.
Elle est provoquée par la prise excessive de suppléments de vitamine D.

## Signes
Au-delà des apports nutritionnels conseillés, la vitamine D peut devenir toxique et être à l'origine d'un amaigrissement, d'une perte d'appétit, de nausées, d’arrêt de croissance de l'enfant, de polyurie, de polydipsie, d'insuffisance rénale fonctionnelle et d'altérations fœtales.